# Нибулон
ООО СП «Нибулон» — аграрная компания Украины, один из крупнейших украинских сельскохозяйственных производителей и экспортеров. Основана 5 декабря 1991 года. Основатель и несменный генеральный директор — Алексей Вадатурский. «Нибулон» занимает 301 позицию среди компаний Центральной и Восточной Европы согласно рейтингу «Топ500 — 2016», составленного аудиторами «Делойт». В 2017 году по доходности заняла 7-е место среди всех холдингов Украины и 3-е — среди аграрных компаний. За 2018—2019 год, по версии журнала НВ и инвестиционной компании Dragon Capital, вошла в Топ10 агроэкспортеров Украины. В 2019 году признана британским финансовым изданием лучшим инвестором в сельское хозяйство Украины.
Размер инвестиций компании в экономику Украины составляет более 2,3 млрд долларов США. Компания неоднократно становилась победителем Всеукраинского рейтинга «Добросовестные плательщики налогов». По результатами международного исследования Randstad Employer Brand Research «НИБУЛОН» во второй раз признан «Наиболее привлекательным работодатель Украины в сфере сельского хозяйства».

## История

### 1991—2000
В 1991 году создано общее предприятие николаевского предпринимателя Алексея Вадатурского, венгерской и британской фирм (KOMBISEED KFT и Meridian Commodities Ltd). Название предприятия создали согласно первых букв городов, откуда происходили сооснователи: НИколаев — БУдапешт — ЛОНдон.
В 1998 году агрохолдинг впервые получил прямой кредит в 5 млн долларов от МБРР, став первым сельхозпроизводителем Украины, который получил подобное финансирование. Средства использовались на расширение экспорта.
Привлечение иностранной ссуды предоставило импульс к развитию компании. В отчёте Всемирного банка (МБРР — один из его подразделений) от 15 декабря 2004 года указывается, что каждый доллар, вложенный по кредитной линии в «НИБУЛОН», сгенерировал 4-5 долларов.

### 2001—2012
В 2003 году предприятие получило кредиты по межбанковским соглашениям от финансовых институтов Дании и Канады.
В том же году введено в действие мощности прямой перевалки на перегрузочном терминале ООО СП «НИБУЛОН». В августе на терминале загружено первое кипрское судно DSPioneer с экспортным грузом фуражного ячменя. Это была первая партия украинского зерна урожая 2003 года, отправленная в Саудовскую Аравию. Уже в декабре того же года была введена в эксплуатацию вторая очередь строительства перегрузочного терминала, в том числе 2 зернохранилищ, 50 тысяч тонн зерна емкостью каждое, оборудованы необходимым комплексом коммуникационного и транспортного оснащения.
После этого компания сосредоточилась на зерновом экспорте. В 2004—2005 маркетинговом году было вывезено 1,3 млн тонн зерна, а в 2008—2009 — экспорт превысил 4 млн тонн. По объёмам «НИБУЛОН» стал лидером среди экспортеров Украины.
В 2004 году перегрузочный терминал компании занял первое место и получил диплом I степени в номинации «Промышленные объекты» на конкурсе «Лучшие здания и сооружения, построенные и введенные в эксплуатацию в 2004 году в Украине».
В 2007 году Указом Президента Украины за выдающийся личный вклад в укрепление потенциала агропромышленного комплекса, организацию и обеспечение достижения стабильно высоких показателей в производстве сельскохозяйственной продукции, развитие социальной сферы генеральному директору ООО СП «НИБУЛОН» А. А. Вадатурскому присвоено звание Героя Украины.
В 2009 году агрохолдинг насчитывал 36 филиалов в 10 областях Украины и обрабатывал собственными силами около 70 тысяч га земли.
В 2009 году «НИБУЛОН» стал развивать собственную транспортную речную инфраструктуру на Южном Буге и Днепре. Для этого была создана одноимённая судоходная компания, а также заключены договора с николаевским судостроительным «Океан» на строительство 24 несамоходных сухогрузных суден смешанного (река-море) плавания для перевозки генеральных и насыпных грузов. В следующем году был подписан контракт на строительство буксиров.
10 декабря 2012 года генеральный директор компании «НИБУЛОН» Алексей Вадатурский и директор представительства ЕБРР в Украине Андре Куусвек подписали кредитное соглашение о выделении сельхозпредприятию синдицированного кредита на 125 млн долларов США.
До 2013 года «НИБУЛОН» уже владел флотом из 35 единиц (из них 7 буксиров) общей водотонажностью 131 тыс. тонн. Также компания имела 7 перегрузочных речных терминалов (из них 6 на Днепре).

### 2013 — настоящее время
Летом 2013 года на румынском судостроительном заводе «Santierul Naval Constanta» (SNC) (г. Констанца) состоялся торжественная церемония «крещения» плавучего перегрузочного крана в Черноморском и Средиземноморском бассейнах «Святой Николай», построенного по заказу «НИБУЛОНа».
Также в этом году компания испытала значительное давление со стороны государственных контролируемых органов. Состоялось 557 проверок, общая длительность которых за год составила 1188 дней.
В декабре 2013 года компания на собственной судостроительной верфи начала самостоятельное строительство собственного флота — буксиров проекта POSS-115 «NIBULON-5» и «NIBULON-6».
В 2016 году компания подготовилась к возобновлению пассажирского судоходства на Днепре и Южном Буге: к ноябрю отремонтировала на своем заводе и протестировала два судна на подводных крыльях типа «Восход» («НИБУЛОН Экспресс — 1», «НИБУЛОН Экспресс — 2»). В этом же году состоялся первый рейс пассажирского судна «НИБУЛОН Экспресс».
В декабре 2016 года состоялось подписание соглашения о выделении Европейским инвестиционным банком 71 млн евро компании «НИБУЛОН» на развитие и модернизацию логистической инфраструктуры в Украине.
В 2017 году компания запустила регулярные пассажирские перевозки по маршрутам Вознесенск — Ковалевка — Новая Одесса — Николаев и Новая Каховка — Херсон — Голая Пристань, а также на Кинбурнскую косу.
В том же году состоялось открытие перегрузочного терминала для зерновых и масличных культур филиала «Хортица» (с. Беленькое, Запорожская обл.) при участии Премьер-министра Украины В. Гройсмана и подписание кредитного соглашения с Международной финансовой корпорацией на общую сумму 100 млн долларов США.
В 2018 году Европейский банк реконструкции и развития и ООО СП «НИБУЛОН» подписали соглашение о предоставлении финансирования на сумму 50 млн долларов США для продолжения реализации национального проекта по возрождению грузового судоходства на Днепре и Южном Буге, а также развития аграрной логистики.
3 марта 2018 года — с реконструированного слипа завода «НИБУЛОН» на воду было спущено первое несамоходное 100-метрове судно проекта В5000.
1 июня 2018 года «НИБУЛОН» запустил регулярные пассажирские перевозки по маршруту Очаков — Кинбурнская коса. Для реализации этого маршрута в Очакове был установлен плавучий причал компании длиной около 100 м.
В 2019 году компания ввела в эксплуатацию новый речной перегрузочный терминал в с. Терновка Вольнянского района Запорожской области, который стал третьим предприятием компании в Запорожской области.
Также 20 сентября 2019 года на ООО "Судостроительно-судоремонтный завод «НИБУЛОН» состоялось торжественное открытие международного форума TRANS EXPO ODESA-MYKOLAIV 2019. Мероприятие отметилось водным шоу при участии суден всей линейки «НИБУЛОНовского» флота, а также торжественное введением в эксплуатацию самого большого за последние 25 лет независимости Украины и за всю историю судостроительного завода «НИБУЛОН» судна — 140-метрового плавкрана класса «река-море» с двумя крановыми частями и зернохранилищем ёмкостью 13 400 м³ NIBULON MAХ.
В 2020 году «НИБУЛОН» ввёл в эксплуатацию первое своё речное предприятие в Днепропетровской области — филиал «Зеленодольcкий», который находится в с. Марьянское Апостоловского района.
1 июля 2021 года на базе структурного подразделения компании судостроительно-судоремонтного завода «НИБУЛОН» создано новое предприятие с организационно-правовой формой Общество с ограниченной ответственностью "Судостроительно-судоремонтный завод «НИБУЛОН»
По состоянию на начало 2022 года флот «НИБУЛОНа» насчитывает 81 единицу.

## Направления деятельности
Компания имеет 50 предприятий и подразделений (в том числе дочерние компании) в 13 областях Украины и 3 топливозаправочных пункта.

### Хранение, доработка и перевалка зерна
За годы деятельности компания создала инфраструктуру перегрузочных терминалов и комплексов по приёмке, хранению и отгрузке зерновых и масличных культур, мощного флота и производственных подразделений по всей Украине.
Общий объём хранения зерна компании составляет 2,25 млн тонн (общая вместимость элеваторных емкостей — 2,08 млн тонн).
В 2009 году «НИБУЛОН» начал реализацию инвестиционного проекта по возрождению рек Днепр и Южный Буг как судоходных транспортных артерий Украины, в рамках которого построил 18 элеваторных комплексов и перегрузочных терминалов в разных регионах Украины, и сегодня сеть компании состоит из 27 перегрузочных терминалов и комплексов, на которых размещено 445 зернохранилищ силосного типа — наибольшее количество в Украине.
Мощности каждого предприятия: 5-7,5 тыс. тонн/сутки приёма с автотранспорта; 2-3 тыс. тонн/сутки объёмы сушения; 4-8 тыс. тонн/сутки отгрузка на водный транспорт; 4 тыс. тонн/сутки отгрузка на железнодорожный транспорт; 56 тыс. тонн/сутки общая мощность предприятий компаний по сушению кукурузы.
«НИБУЛОН» имеет морской перегрузочный терминал с причалом, расположенный в Николаеве, который признан лучшим промышленным объектом Украины и является уникальным объектом не только для Украины, а и для Европы. Терминал построен и введен в эксплуатацию в 2004 году, а в июне 2008 года Указом Президента Украины № 569/2008 «О присуждении Государственных премий Украины в сфере архитектуры 2008 года» авторский коллектив во главе с Алексеем Вадатурским удостоен Государственной премии Украины в сфере архитектуры.
На терминале функционируют современные комплексы по приёмке, отгрузке, сушению и очищению зерна и склад напольного хранения с активным вентилированием вместимостью до 8 тыс. тонн. Компания «НИБУЛОН» имеет возможности принимать сельхозпродукцию разного качестве с дальнейшим доведением её до экспортных кондиций и обеспечивает экспорт сельхозпродукции с гарантированным качеством на уровне мировых стандартов.

### Внешнеэкономическая деятельность
Компания занимает значительную долю в украинском экспорте большинства зерновых и масличных культур, на выращивании которых специализируется Украина.
По результатам календарного 2-19 года «НИБУЛОН» отгрузил на экспорт около 5,3 млн тонн сельхозпродукции.
Основная торговая деятельность компании сосредоточена на пшенице, кукурузе, ячмене и сорго, львиная доля которых реализуется в странах ЕС, Ближнего Востока, Северной Африки и Юго-Восточной Азии.
«НИБУЛОН» сотрудничает со Всемирной продовольственной программой ООН (World Food Program, WFP), благодаря чему высококачественную сельскохозяйственную продукцию получило голодающее население Пакистана, Эфиопии, Бангладеш, Кении, Мавритании, Йемена и других стран.
6 декабря 2017 года в Каире (Египет) FAO и «НИБУЛОН» подписали Меморандум о сотрудничестве для улучшения продовольственной безопасности Египта и эффективности работы египетских компаний, которые занимаются производством зерновых, их хранением и транспортированием.

### Логистика
«НИБУЛОН» активно переориентирует свои грузовые потоки на водный транспорт.
Для этого с 2009 года существует судоходная компания «НИБУЛОН», которая является одной из четырёх крупнейших судовладельцев Украины. Вона сосредотачивает свою деятельность на Днепре и Южном Буге, занимается перевозками сельхозпродукции, арбузов, дынь, металла, строительных материалов (песок, сваи и пр.), угля, крупногабаритных и прочих грузов.

Всего за время деятельности судоходной компании внутренними водными путями транспортировано более 25 млн тонн грузов, что разгрузило автодороги на более чем 1 млн грузовиков.
В 2000/21 маркетинговом году компания достигла рекордного количества перевезенных украинскими реками грузов — 4,3 млн тонн.
Грузовой флот предприятия является самым молодым в Украине и стопроцентно украинским, насчитывает 81 единицу: буксиры, несамоходные судна, дноуглубительное самоходное судно «Николаевец», самоходный перегрузчик проекта П-140 «NIBULON MAX», самоходный плавучий кран «Святой Николай», несамоходные плавучие краны «Нибулоновец» и «Нибулоновец-2», пассажирские судна на подводных крыльях «НИБУЛОН Экспресс» и другие.
В компании есть вагонный и автомобильный транспортные парки. В 2017 году было увеличено автопарк за счёт приобретения 60 новых тягачей — автомобили Volvo, Mercedes і Scania.
А в 2019 году компания приобрела вагоны-хопперы бункерного типа для перевозки зерна модели 19-6869 производства ООО "Исследовательский-механический завод «КАРПАТЫ».
На протяжении 2018—2019 годов было построено три топливозаправочных пункта для собственного пользования в Кременчуге (Полтавская обл.), Сватовом (Луганская обл.) и Хмельнике (Винницкая обл.).

### Судостроение и судоремонт
ООО "Судостроительно-судоремонтный завод «НИБУЛОН» (ООО "ССЗ «НИБУЛОН») — украинское предприятие, расположенное в закрытой акватории реки Южный Буг у перегрузочного терминала ООО СП «НИБУЛОН» в районе 1-го колена подходного канала акватории порта «Николаев». Предприятие специализируется на полнокомплектном строительстве судов и плавсооружений до 140 метров (выполнение всех видов работ собственными силами — от порезки металлопроката до изготовления мебели, изоляционных и покрасочных работ, пусконаладки электрооборудования и оборудования автоматизации, трубопроводных, корпусных, механослесарных работ и технологического сопровождения), судоремонте и выполняет проектно-конструкторские работы. Все работы, исполняющиеся на ССЗ «НИБУЛОН», соответствуют требованиям и осуществляются под наблюдением Регистра судоходства Украины. Благодаря обновленным мощностям предприятие спускает на воду 6-10 суден в год в зависимости от сложности заказа и обеспечивает работой 700 судостроителей, а также контрагентов компании.
Достижением завода является введенный в эксплуатацию в 2019 году NIBULON MAX — наибольший заказ в истории судоходной компании и самое длинное крановое судно класса «река-море» под флагом Украины, построенным за последние 25 лет независимости Украины.
В ноябре 2021 года ООО «Судостроительно-судоремонтный завод „НИБУЛОН“» подписал с французской компанией ОСЕА договор строительства 5-ти скоростных патрульных пограничных катеров типа OCEA FPB 98 MKI в рамках реализации правительственного проекта усиления системы морской безопасности и охраны кордона Украины.

### Производство и переработка сельхозпродукции
Компания обрабатывает 77 тыс. га земель сельскохозяйственного назначения в 8 областях Украины. В настоящее время сельскохозяйственным производством занимаются 20 обособленных подразделений.
В 2021 году уровень производства компании был на уровне 334 тыс. тонн урожая. Урожайность озимой группы культур — 46,2 ц/га, лучший валовый сбор подсолнуха — 51,1 тыс. тонн.
Парк сельскохозяйственной техники пополнился в 2018 году почти сотней единиц новейшей техники. Среди них 22 мощных белорусских трактора МТЗ 952.3., 10 новых комбайнов John Deerе і Case, 6 культиваторов Tiger-Mate II, 3 сеялки Kinze 3000, 10 тракторов Fendt 1038 VARIO, дисковая борона Lemken Rubin 9-600, 2 дисковые бороны Lemken Rubin 10S800 и другие. Всего за последние годы компания закупила 140 новых единиц сельхозтехники на общую сумму более 10 млн долларов США. В настоящее время парк сельскохозяйственной техники «НИБУЛОНа» насчитывает около 2300 единиц.

### Животноводство
Животноводством занимаются 7 обособленных подразделений в четырёх областях Украины (Винницкой, Житомирской, Николаевской, Хмельницкой).
На фермах содержится большой рогатый скот таких пород, как украинская черно-ряба молочная, украинская красно-ряба молочная, голштинская, англерская, симентальская. В свинокомплексах компании в качестве материнской используется большая белая порода украинской селекции и ландрас, в системе промышленного скрещивания и гибридизации — хряки венгерской и украинской селекции специализированных мясных и универсальных направлений продуктивности.
Компания также занимается и производством колбасных и мясных изделий на производственных мощностях в с. Быстрик Ружинского района Житомирской области (торговая марка «Быстрицкие колбасы»). Продукция производится из собственного натурального сырья без использования сои и штучных ароматизаторов по проверенным временем традиционным рецептурам согласно ДСТУ 4435:2005, ДСТУ 4436:2005 и ДСТУ 4591:2006.

## Водные пассажирские перевозки
В 2017 году «НИБУЛОН» запустил социальный проект — водные пассажирские перевозки. Компания изготовила и установила плавучие понтонные причалы на Кинбурнской косе, в Николаеве и Очакове. Самый популярный маршрут всех сезонов — Николаев — Кинбурнская коса — Очаков.
В 2021 году компания провела юбилейный 5-й сезон водных пассажирских перевозок и перевезла более 22 тысяч пассажиров. За все 5 лет перевезено более 120 тысяч пассажиров.
Сезон водных пассажирских перевозок — весна-осень. О дате открытия и закрытия сезона компания заранее информирует на официальном сайте (nibulon.com Архивная копия от 25 января 2021 на Wayback Machine) и в социальной сети «Фейсбук» на странице Водные пассажирские перевозки «НИБУЛОН».

### Международный форум TRANS EXPO ODESA-MYKOLAIV 2019
В 2019 году на ООО ССЗ «НИБУЛОН» состоялся международный форум TRANS EXPO ODESA-MYKOLAIV 2019, который собрал более 5000 гостей. Участие в мероприятие приняли компании морской отрасли, деятельность которых связана с внутренними и международными морскими и речными перевозками, поставщики навигационного оснащения, тренажерные центры, порты и терминалы, судостроительные и судоремонтные заводы, крюинговые компании, а также компании, которые предоставляют сюрвейерские, страховые, консалтинговые услуги, профильные высшие и профессиональные учебные заведения.
Основными мероприятиями форума стали:
- специализированная выставка «Судостроение и водный транспорт 2019»;
- торжественное введение в эксплуатацию 140-метрового плавкрана NIBULON MAХ;
- закладка новых судов: портовый буксир толкач-кантовщик проекта Т410 і несамоходное судно-площадка проекта B1500;
- водное шоу и парад флота компании «НИБУЛОН»;
- ознакомление с современным грузовым и пассажирским флотом компании;
- круглый стол на тему: «Развитие внутренних речных перевозок — путь к возрождению украинского судостроения (практический опыт, перспективы и проблемы отрасли)». В работе круглого стола приняли участие ведущие украинские и международные отраслевые специалисты, представители власти, посольств и международных финансовых организаций и другие[49].

## Природоохранная деятельность
В своей деятельности компания руководствуется принципами сохранения окружающей среды. На протяжении 2018—2019 годов потрачено на охрану окружающей среды и уплату экологических платежей в бюджеты разных уровней 68,7 млн грн.
Компания воплощает собственный экологический стандарт, на каждом филиале компания устанавливает оборудование для минимизации влияния производственных процессов на объекты окружающей среды (атмосферный воздух, водные ресурсы, грунты и т. п.). Начиная с 2017 года реализует собственную программу энергосбережения и утилизации отходов, образованных на производственных подразделениях компании. Для отопления и горячего водоснабжения автотранспортного подразделения установлены котлы, которые работают на отработанном масле, а на других подразделениях — твердотопливные котлы, которые работают на брикетах, изготовленных из некормовых зерновых отходов.

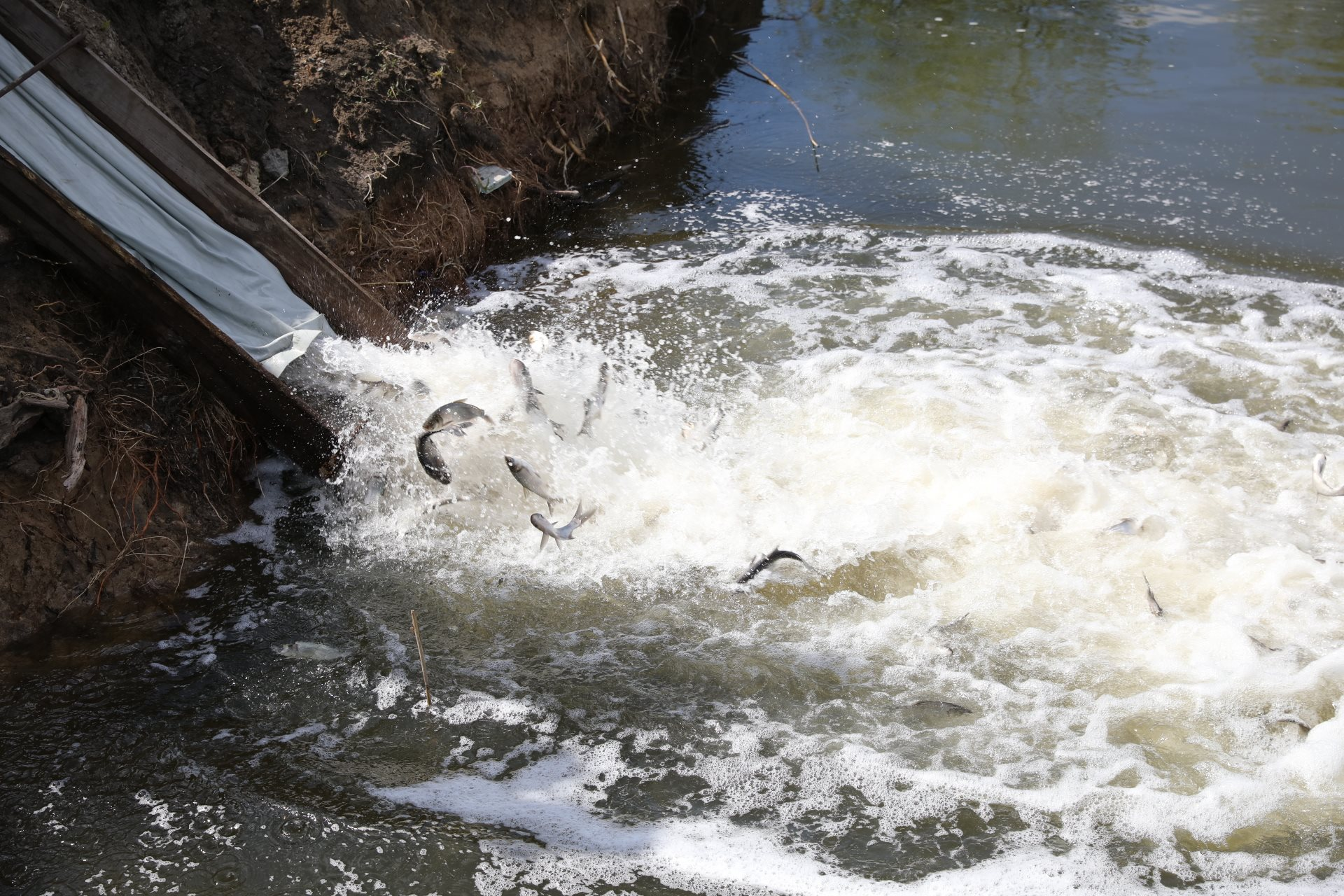
Очередной этап зарыбления р. Плоская Осокоровка в с. Терновка (Запорожская обл.)

Регулярно проводится зарыбление рек и озеленение территорий. Во время проведенных 18 зарыблений рыбному хозяйству внедрено компенсационных мероприятий на общую сумму более 3 млн грн, что сопровождалось вселением 70 тонн рыбопосадочного материала толстолоба, белого амура и карпа в реки Днепр, Южный Буг и Каховское, Каневское, Кременчугское и Днепровское водохранилища, а также высажено 28 862 единицы зеленых насаждений на общую сумму более 1,3 млн грн.
До 2018 года, согласно комментария первого заместителя главы Госагентства рыбного хозяйства Владимира Фалея, это оказалось «единственное практически предприятие в Украине, которое реально зарыбляет водоемы… мальком».
В августе 2018 года компания приняла участие в спасении от экологического бедствия и погибели десятков тысяч пиленгасов в Молочном лимане (Запорожская область). Для освобождения пиленгаса, который зашел в лиман на нерест и оказался в ловушке от недостатка морской воды из-за заиления, земснаряд компании прокопал около 10 тыс. м³ песка (длина канала — 680 м, глубина — до 2 м).
По мнению специалистов Европейского банка реконструкции и развития, зерновая инфраструктура «НИБУЛОНа» является экологически и социально инновационной. В мае 2018 года ЕБРР отметил агрохолдинг бронзовой наградой за устойчивое развитие в номинации «Environmental & Social Innovation».

## Благотворительная деятельность

### Сотрудничество с общинами (громадами)
«НИБУЛОН» заключает соглашения о социальном партнерстве с местными, поселковыми, сельскими советами и объединёнными территориальными общинами (громадами), на территории которых представлена компания, а это около 80 соглашений с населенными пунктами в 13 областях Украины. Целью заключения таких соглашений является реализация программ социально-экономического развития, сохранения и обогащения традиций историко-культурного наследия, содержания инфраструктуры. На эти средства уже отремонтированы и оснащены школы, больницы и дома культуры, утеплены детские сады, отремонтированы дороги, восстановлено уличное освещение и тепло-, водо- и газоснабжения в громадах по всей Украине.
В 2017 году в с. Беленькое Запорожской области компания установила современную детскую площадку, провела ремонт коридора помещения местной школы, оборудовала компьютерный класс новыми мультимедийными средствами, обустроила новое футбольное поле для школьников и сельский парк.
Проект наибольшего масштаба — реконструкция комплекса очистных сооружений в с. Беленькое. Компания обновила проект, достроила и реконструировала канализационные очистные сооружения и ввела их в эксплуатацию. Объект передан в пользование местной громаде. Очистные сооружения мощностью 2000 куб. м/сутки обеспечивают прием и очистку хозяйственно-бытовых сточных вод от объектов социальной инфраструктуры села (больница, детский сад, школа, жилой микрорайон). Внедренная технология является высокоэффективной и обеспечивает защиту окружающей среды благодаря полному циклу очистки сточных вод, что включает в себя три этапа: механический, биологический и этап дезинфекции (обеззараживания). Благодаря такому объекту на территории с. Беленького значительно улучшится экологическая ситуация района, области и Днепра в целом.

### «НИБУЛОНовский стандарт» в образовательной сфере
Проект реализуется с 2006 года с целью обеспечения надлежащих условий для получения образования и направлен на улучшение образовательного и культурного уровня молодежи, а также их физического состояния и здоровья. В настоящее время проект охватывает около 150 школ из разных областей страны, где расположены подразделения компании.
Компания помогает образовательным учреждениям, оснащая компьютерные и мультимедийные классы современным высококачественным оборудованием, обеспечивая их необходимыми методическими материалами, мебелью, костюмами, формой, ремонтируя учебные кабинеты и т. п.
В 2017 году отремонтировано и меблировано компьютерный класс с новейшим мультимедийным комплексом и современный стадион с футбольным полем с натуральным покрытием, новыми сидениями для болельщиков, новыми беговыми дорожками для Беленьковской СОШ (Запорожская обл.). Вокруг поля возведено металлическое секционное ограждение, налажено штучное освещение для игр в вечернее время, есть система автополива газона.
В 2019 году сразу несколько учебных заведений Николаева (Николаевская СОШ № 57, Николаевская гимназия № 2, Николаевская СОШ № 7, Николаевская общеобразовательная санаторная школа-интернат № 7) получили лабораторное оборудование для кабинетов химии.
Для Троицкого заведения дошкольного образования «Ромашка» и Троицкого филиала начальной школы (Луганская обл.) передано мебель и оборудование для инклюзивной группы (детский уголок с поручнем, лавки гимнастические, коврик со следками, детский педальный тренажер, мячи для фитбола, тактильную дорожку и оборудовано кабинет для работы логопеда).
Высшее профессиональной училище судостроения г. Николаева получило от ССЗ «НИБУЛОН» сварочный полуавтомат ВДУ-506 и подающий механизм сварочного провода ПДГ-421 для подготовки специалистов профессии «Электросварщик на автоматических и полуавтоматических машинах».
Весной 2019 года с производственно-технологической лаборатории филиала «Решетиловский» было передано инфракрасный экспресс-анализатор зерна Infratec 1241 (FOSS) в лабораторию кафедры технологии хранения и переработки зерна инженерно-технологического факультета Уманского национального университета садоводства.

### Помощь медицинским учреждениям
«НИБУЛОН» работает над обеспечением современным медицинским оборудованием больниц Николаевщины и других областей Украины.
Николаевская областная больница получила современное физиотерапевтическое оборудование, эндоскопический аппарат, аппарат ультразвуковой терапии, ультразвуковую диагностическую систему японского производства, физиотерапевтическое отделение больницы получило современный электротерапевтический аппарат. Для Николаевской детской больницы № 2 передано аппарат штучной вентиляции легких, приобретено реанимационно-хирургические монитор и операционный стол, а также микроскоп для проведения общеклинических исследований. Местная больница скорой медицинской помощи получила современное ультразвуковое лечебно-диагностическое оборудование, которое позволяет проводить бескровные операции и операции на хребте и головном мозге, не повреждая ткани.
Для Николаевской областной больницы было презентовано ультразвуковую диагностическую систему ProSound а7 (Hitachi Evis Exera GIF-Q150 (Olympus Medical Systems Corp., Япония). Это профессиональное оборудование общей стоимостью более 275,5 тыс. дол. США.
В 2013 году компания меблировала новый Полтавский перинатальный центр.
Беленьковская сельская больница и Каменско-Днепровская центральная районная больница (Запорожская обл.) получили средства на медицинское оборудование.
За счет компании отремонтировано инфекционное отделение Старобельского районного территориального медицинского объединения и родильное отделение Сватовской центральной районной больницы (Луганская обл.).
Хмельницкой центральной районной больнице (Винницкая обл.) выделено средства на реконструкцию терапевтического корпуса, а для Переяслав-Хмельницкой районной больницы приобретено оборудование для переливания крови (Киевская обл.).

### Ремонт дорог
Компания переориентирует свои грузы на воду, разгружая таким образом автодороги на сотни тысяч грузовиков и экономя миллиарды бюджетных средств на их ремонте, а также инвестирует значительные финансовые средства в восстановление покрытия дорог общего пользования. За средства компании проводились ремонты дорог в Николаевской (в Веселиновском, Доманевском районах), Полтавской (Гребинковский, Глобинский, Кременчугский, Миргородский районы), Черкасской (Золотоношский, Чигиринский районы), Луганской (Старобельский район), Хмельницкой (Каменец-Подольский район), Запорожской (Запорожский, Каменско-Днепровский районы) областях.
На протяжении 2019 года профинансировано работы по ремонту асфальтобетонного покрытия подъездной дороги к с. Беленькое Запорожской области, капитальный ремонт участка дороги в г. Глобино Полтавской области, приобретение асфальтобетонной смеси для участия в ремонте дорожного покрытия в ПГТ Градижск Полтавской области, а также предоставлена помощь Веселиновскому сельскому совету Николаевской области в поточном ремонте дороги. В 2020 и 2021 годах «НИБУЛОН» посодействовал восстановлению дорожного полотна в населенных пунктах Житомирского и Чудновского районов Житомирской области, Чигиринского района Черкасской области, Каменец-Подольского района Хмельницкой области, Глобинского района Полтавской области, Снигиревского и Вознесенского районов Николаевской области.

## Борьба с COVID-19
В связи со всплеском в мире COVID-19 в 2020 году «НИБУЛОН» предоставил помощь медицинской сфере. Общая стоимость проектов помощи составляет 100 млн грн.
В марте 2020 года компания передала собственное оборудование Николаевскому областному лабораторному центру МОЗ Украины и всего за сутки организовала возможность проводить там 400 анализов в сутки на предмет наличия/отсутствия коронавируса у человека методом ПЦР. На оборудовании компании на Николаевщине проведено 70 % от всех тестирований
Компания восстановила КНП «Николаевский областной центр лечения инфекционных заболеваний» — опорное медицинское учреждение Николаевской области в борьбе с коронавирусом. Обновлено корпуса, сделано дороги, обустроено пандусы, расчищено и освещено территорию, полностью заменено оборудование для дезинфекции, стирки, сушки, глажки и транспортировки грязного белья после инфекционных больных, создано разграничение чистых и грязных зон в больнице, полностью переоборудовано пищевой блок (заменено всю технику, закуплено новые приборы, а также 300 комплектов посуды), передано электромобиль. Также восстановлено «под ключ» 5-е инфекционное отделение этой больницы. выполнено капитальный ремонт здания. Заменено водопровод, канализацию, вентиляционную систему, электросети, систему отопления, установлено современную пожарную сигнализацию и систему оповещения. кроме того, отделение полностью оборудовано необходимой бытовой и медицинской мебелью, оборудованием, сантехникой, установлено современные многорежимные кровати, есть телевизоры, кондиционеры и пр. (видео по ссылке).

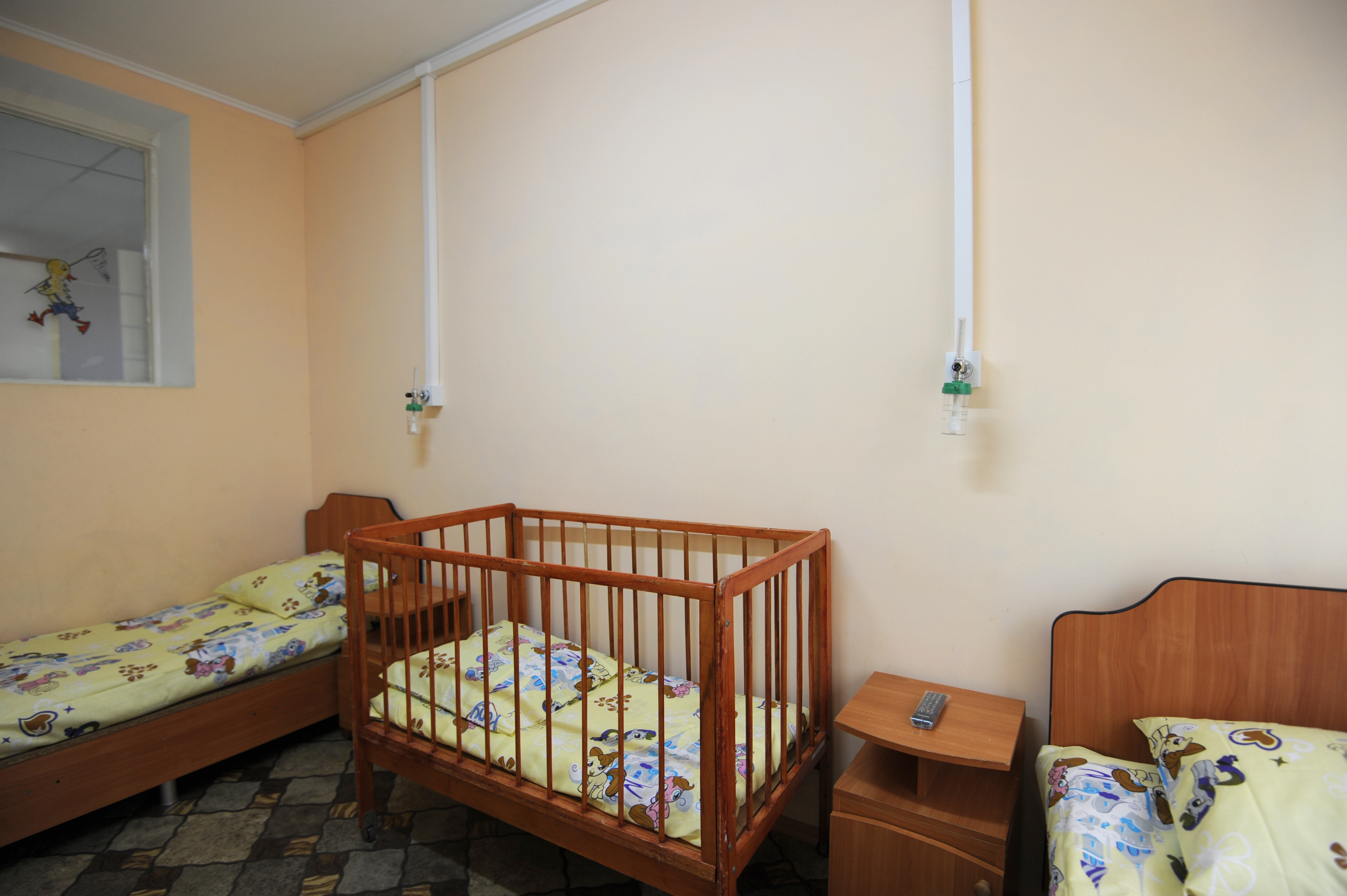
Кислородные точки в КНП Николаевского городского совета «Городская детская больница № 2»

Самое важное — проведение кислородной сети в отделениях больницы. Всего в мед. учреждении благодаря компании появились более 100 кислородных точек, а также получено и настроено работу 21 аппарата штучной вентиляции легких.
В КНП Николаевского городского совета «Городская детская больница № 2» «НІБУЛОН» провел капитальный ремонт системы медицинского газоснабжения кислорода и создал 38 новых кислородных точек. Установлено 2 криоцилиндра. Палаты каждого из 5 отделений больницы обустроено современными телевизорами. работает система связи больных с докторами при помощи специальных кнопок, экранов и часов медицинского персонала между собой при помощи многорежимных портативных раций.
В два этапа проведено ремонт КНП Николаевского городского совета «Городская больница № 1». Первый этап состоял из ремонта и оборудования терапевтического и ревмокардиологического отделений. Второй этап — реконструкция «под ключ» давно неработающего отделения больницы и создания там нового отделения для лечения больных на COVID-19, которые имеют патологии и/или хронические сопутствующие болезни.
Результаты проекта:
- в отделениях созданы 148 точек подачи кислорода в палаты, смонтировано 1728 м кислородной сети;
- построена кислородную рампу и установлены 2 газификатора французского производства, в которых сохраняется до 4000 куб. метров сжиженного кислорода (заменяют более 400 обычных баллонов) для работы всей больницы;
- создана система дистанционного вызова медицинского персонала: в палатах и санузлах больницы установлены кнопки вызова, сигнал от которых поступает на специально установленные на постах отделений экраны и на часы, которые имеют медицинские работники;
- капитально отремонтированы палаты терапевтического и ревмокардиологического отделений, установлены телевизоры. Впервые в палатах создано индивидуальные санузлы со всеми удобствами;
- проведена полную реконструкцию «под ключ» старого реанимационного отделения: отремонтирована крышу, выполнен полный комплекс внешних и внутренних ремонтно-строительных работ, установлена молниезащиту, заменены водопровод и канализация, установлена мощную вентиляционную систему, заменены электросети и система отопления, созданы и оборудованы санузлы и пр.;
- в палатах реанимационного отделения для дополнительной безопасности пациентов организовано визуальное наблюдение при помощи камер;
- создана система связи между докторами при помощи многорежимных портативных раций[69][61].

## Критика
Сельскохозяйственную деятельность сопровождают экологические риски. Работа компании в этом направлении постоянно критикуется. В частности в СМИ вспоминали о:
- рисках загрязнения минеральными удобрениями[70];
- загрязнения морской акватории и побережья вблизи курортной зоны Коблево[71][72];
- неполные или отсутствующие разрешительные документы, в частности для дноуглубительных работ[73][74].

Компания быстро реагирует на «экологическую» критику. В своих сообщениях предоставляет документы и экспертизы.
Одновременно «НИБУЛОН» осуществляет природоохранную деятельность. Пример последней — зарыбление Днепра и Южного Буга, которым агрохолдинг занимается с 2009 года. На протяжении 2009—2017 годов он запустил почти 50 тонн мальков толстолобика и карпа в местах строительства своих элеваторов.